# Perdita brevihirta
Perdita brevihirta är en biart som beskrevs av Timberlake 1962. Perdita brevihirta ingår i släktet Perdita och familjen grävbin. Inga underarter finns listade i Catalogue of Life.